# Guillema de Montcada i Bigorra
Guillema de Montcada i Bigorra (1245 - 1309) fou senyora de la baronia de Castellví de Rosanes, de Montcada, Vic, Muntanyola i Vacarisses (1290-1309).
Fruit del primer matrimoni de Gastó VII de Montcada i de Bearn amb Mata de Bigorra, les seves germanes i ella es van repartir l'herència dels seus pares i a Guillema li van ser concedides les possessions de Catalunya. Es va casar, en primer lloc, el 1291 amb l'infant Pere d'Aragó, fill del rei Pere el Gran i, en segones núpcies, amb Ramon de Cervelló. Ambdós casaments foren estèrils. Les seves possessions van passar al seu nebot Gastó VIII d'Armanyac, comte de Foix. El seu sepulcre es troba al monestir de Santes Creus.

## Llegenda
Hi ha una llegenda que envolta la seva figura que explica que, durant la batalla entre musulmans i cristians a la Catalunya Nova, a prop de Tortosa, el seu segon marit fou segrestat pels musulmans i aquests li reclamaren un rescat elevat i abusiu. Davant de les clàusules del rescat, es diu que Guillema va agafar les armes i va lluitar al costat dels vassalls. El resultat de la contraofensiva va ser favorable per la banda cristiana i van poder rescatar a Ramon de Cervelló. L'estupefacció dels contemporanis de l'època en veure una dona armada va provocar que la bategessin com La Invicta Amazona. La gesta es recorda a la seva pròpia tomba amb un relleu d'una figura dalt d'un cavall amb una espasa alçada,